# 第27回ニューヨーク映画批評家協会賞
『第27回ニューヨーク映画批評家協会賞』は、1961年の優秀な映画に贈られた賞である。

## 受賞
- 作品賞：
  - 『ウエスト・サイド物語』
- 主演男優賞：
  - マクシミリアン・シェル - 『ニュールンベルグ裁判』
- 主演女優賞：
  - ソフィア・ローレン - 『ふたりの女』
- 監督賞：
  - ロバート・ロッセン - 『ハスラー』
- 脚本賞：
  - アビー・マン - 『ニュールンベルグ裁判』
- 外国語映画賞：
  - 『甘い生活』（ イタリア）